# 德国国营铁路V100型柴油机车
德国国营铁路V100型柴油机车（德語：DR-Baureihe V 100，自1970年起改称110型）是德国国营铁路的一款四轴干线柴油机车型号，主要用于中等载重铁路运输。

## 历史

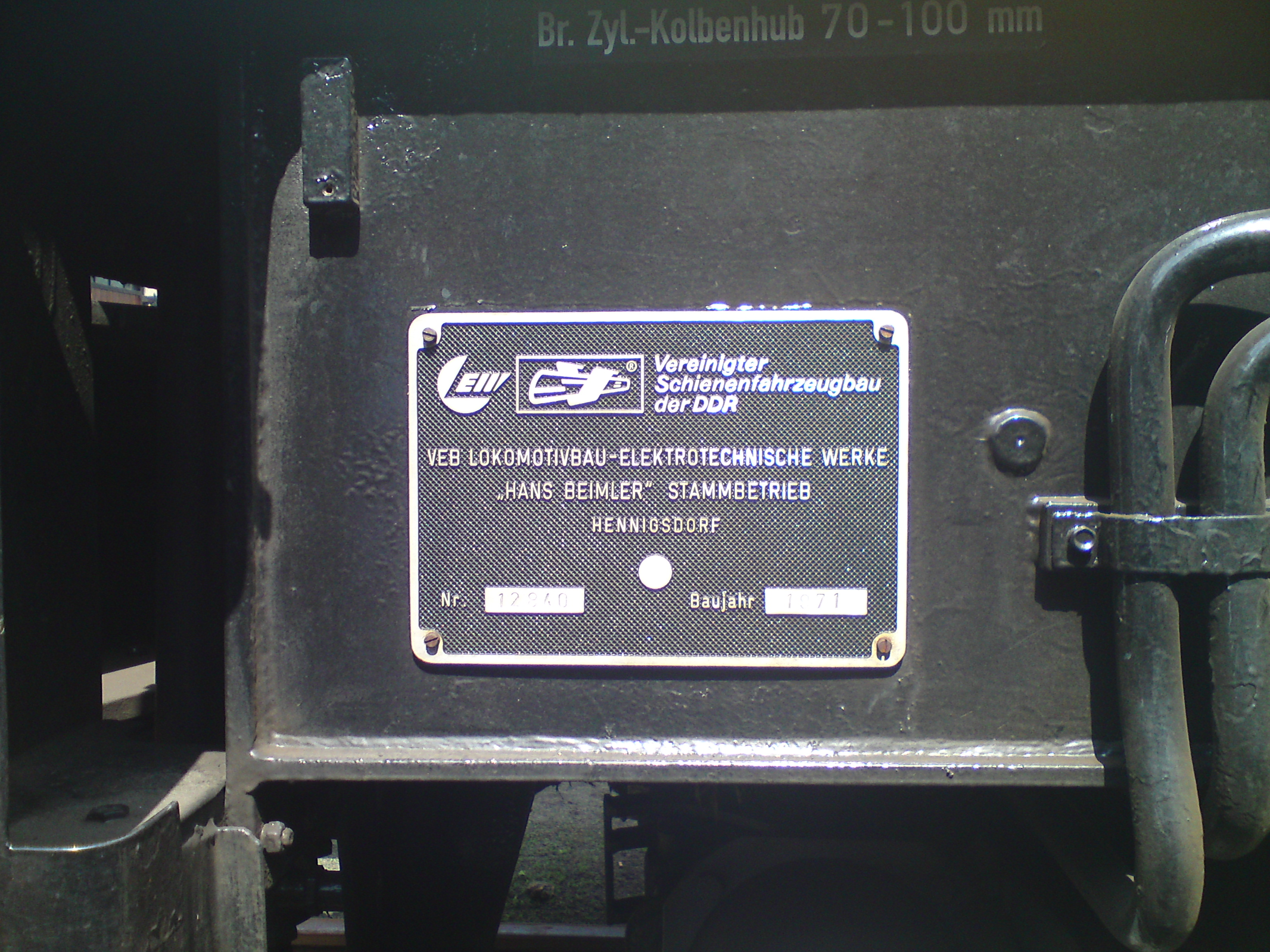
V100型机车的出厂铭牌

早在1950年代，德国国营铁路便通过制定柴油机车计划，以V15型、V60型、V180型和V240型等柴油机车取代日渐老化的蒸汽机车。然而，马力约为1,000匹、用于客/货运及重型调车服务的中轻型机车仍然缺乏，这使得型号为38型、55型、57型、78型和93型的蒸汽机车仍无法被完全替换。该领域的空隙最初应该是通过从苏联进口的TGM3型柴油机车来填补。但当人们意识到苏联方面没有足够的库存供应后，德国国营铁路开始自1963年起自行开发1,000匹马力的柴油机车，其中大部分部件均与V180型类似。
因此，巴贝尔斯贝格卡尔·马克斯机车厂受委托开发出了一款四轴柴油机车，它带有中央驾驶室和液力传动系统。在1964年面世的首台样机（蓝色涂装）搭载了原V180型机车的900匹马力发动机；而1965年面世的第二台样机（红色涂装）则搭载了人民企业约翰尼斯塔尔发动机厂生产的12 KVD 18/21 A-3型发动机，功率可达1,000匹马力。这两台样机并没有交付德国国营铁路使用，而是在科特布斯国营维修车间发生的一场重大火灾中被毁。原编号也在后来被填补。
在研发成型后，批量生产应转而在黑尼格斯多夫汉斯·拜姆勒电力机车厂进行，后者在1966年生产出了这款机车的另一台样机（V100 003号）。这台（第3台及现存最古老的一台）机车如今被设于维滕贝格的柏林-安哈尔特铁道促进协会（Fördervereins Berlin-Anhaltische Eisenbahn）所持有，并采用原始涂装（奶油色及绿色条纹）。1967年，机车正式开始量产。在接下来的几年中，V100型机车几乎取代了所有在中等载重范围内的所有地方铁路机车，并可牵引所有类别的列车在整个民主德国境内使用。同款的最后一台机车在1978年交付使用，为110 896号机车。
在德国国营铁路及德国联邦铁路完成合并后，大量V100型机车也被划拨入新成立的德国铁路，但这款非常可靠和耐用的原东德机车已不再满足德国铁路运输的需求。由于轮轴剖面的空心设计，机车采用了非常规的铰接。它们会在较高的速度中发生空转及摇晃问题。德国铁路股份公司最终将机车的最高速度限制在80公里/小时，并开始分阶段退役，因为这样的速度也仅能在部分干线中适用。部分机车在后来也因为这个原因而在转向架上加装了抗蛇行減震器。
这款机车总共生产了1,146台，其中748台为V100.1型、120台为V100.2型、86台为V100.4型及V100.5型，以及190台在1974年前后出口至中国的V100.2型及V100.3型（石油工业部的内部定型，不应与出厂编号混淆）。

## 技术特点

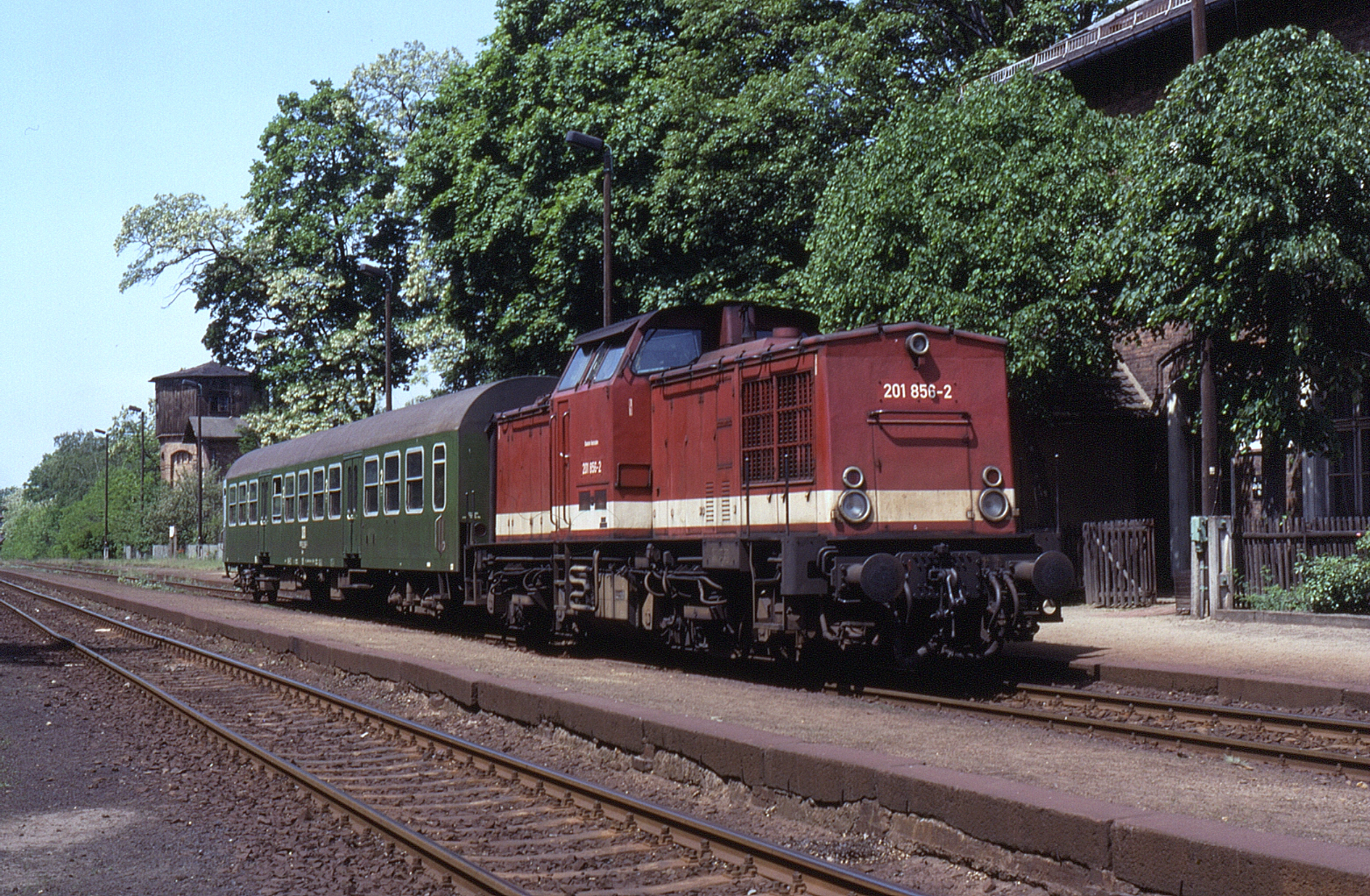
202 856-2号机车于萨克森（1992年）

V100型柴油机车通过两副两轴转向架运转，其中每副转向架都通过各自的枢轴销进行铰接。主车架则由这些转向架上带有滑动片的螺旋弹簧实现支撑。机车设有一个中央驾驶室。驾驶室的前突部分安装有柴油发动机及制冷设备。后突部分则设有通风发电机、灯光起动器、开关柜、空气支架、总风缸、蓄电池、供暖锅炉（或相应的预热装置）、压舱物、列车保护装置及车载电台。
走行装置设于驾驶室下方，并依靠液力传动。变速器有1个起动变矩器、2个运转变矩器以及1个回动齿轮。第一批出厂的机车（V1000-1）仍然搭载有一个工况齿轮箱，并提供干线及调车运用的选项。但由于这款机车（除了最后生产的108及111型）几乎从不用做调车服务，工况齿轮箱自1969年起（V1002）被摒弃。从液力传动装置输出的扭矩通过万向轴传递至4个车轴齿轮箱。变速器的左侧及右侧则安装有油箱。
机车具备双机重联能力。因此，原柴油发动机的转速调节会通过机电方式进行。它们可以在司机控制器中对6个行驶速度级进行选定，再由电动的转数调节器在喷射泵内进行调整控制。机车的最高速度已被批准为100公里/小时，但在德国铁路股份公司的运用中却被降低至80公里/小时。
用于列车供暖的低压蒸汽锅炉被安装在机车的尾端，它可进行自动化操作。舱内的净化水供应则通过离子交换器实现。供暖锅炉最初是通过继电器逻辑进行控制。随着在1970年代开展的现代化进程，它们又转变为Translog控制（Transistor-Dioden Logik，即晶体二极管逻辑）。所有机车都分阶段进行了这项改装。而至1980年代末，几乎已没有更多的新模块可用，这使得人们被迫再次开发一个替代品。为了使机车能够在日新日益的科技发展中不被淘汰，当局开发了一个全新的Relog控制技术并作为替代品装备。
许多从德国铁路退役的原V100型机车被移送至施滕达尔国营维修车间（今属阿尔斯通）。这些机车在当地会根据用户的需求进行改造，并重新提供带有原本发动机或替代发动机的不同版本型号。当地还提供可选择性的将机车最高速度改造为100公里/小时，它们被一些铁路运营商重定型为203型。

## 变体型号

### 112型（德国铁路202型）

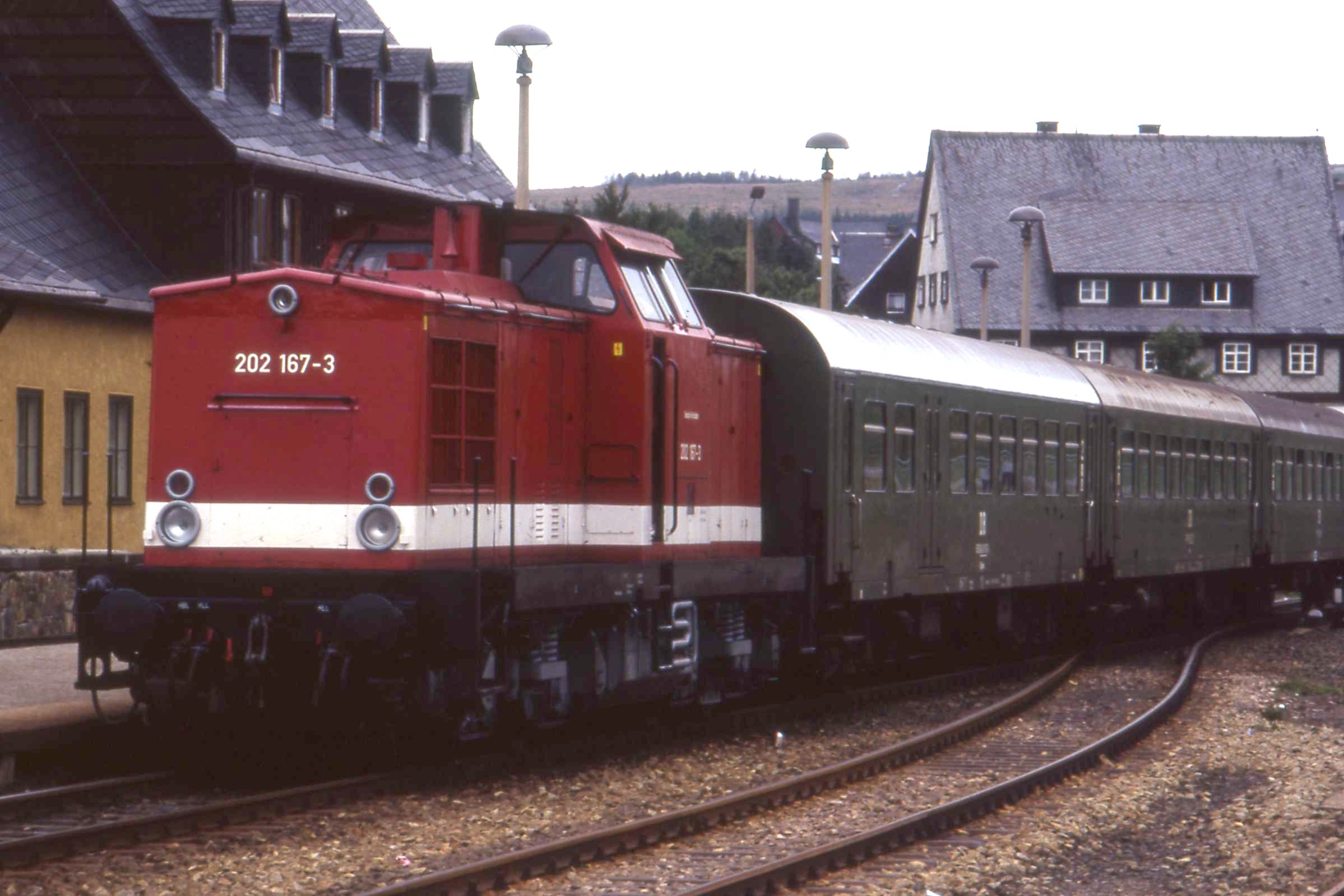
202 167号机车（1992年）

1972年，德国国营铁路对3台110型机车进行了试验性改造，它们搭载了一副具有1,200匹马力的柴油发动机，并在快速列车服务的运用中表现优良。同时其液压传动装置也连同其它部件进行了相应的改造。随后从1981年至1990年，施滕达尔维修车间对机车进行功率为1,200匹马力（883千瓦）的批量改造，它们均使用12 KVD 18/21 AL-4型发动机。共有492台或504台来自各地的机车在施滕达尔完成了大修改造。

### 114型及115型（德国铁路204型）

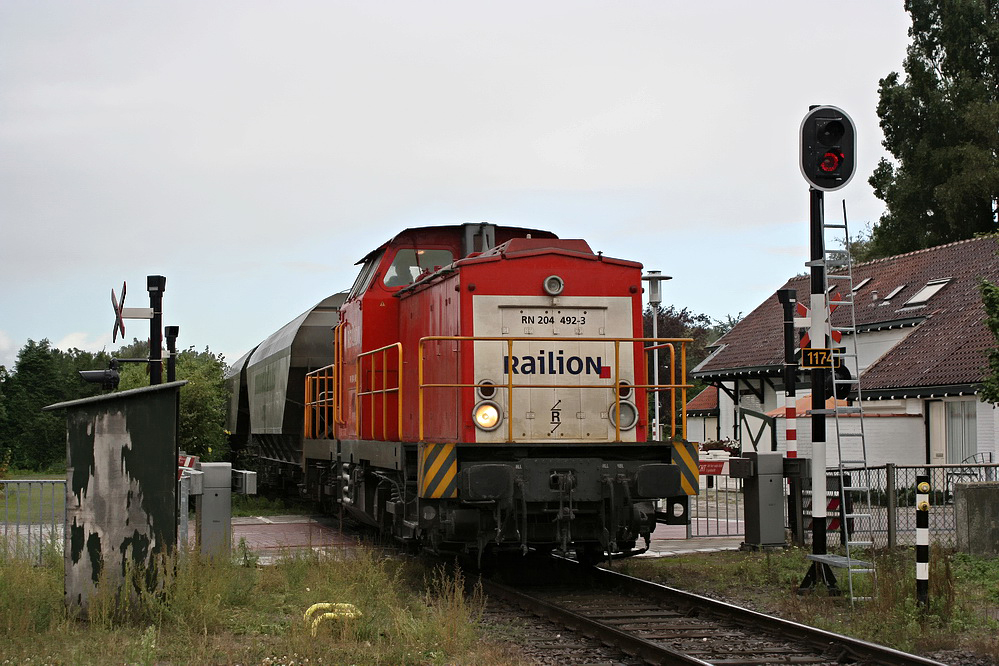
德铁辛克铁路荷兰的204 492号机车

在机车的开发结束后，搭载有12 KVD 18/21-AL5型柴油发动机的机车被定型为114型（两铁合并后改称204型）。机车最初的额定功率为1,400匹马力（1,029千瓦），从而在德国国营铁路的定型体系中使用114的编号方案。而通过使用一种经过改造的废气涡轮增压器后，机车的最大功率将会增加为1,500匹马力（1,100千瓦），这便是115型。对于这些只安装了1,500匹马力发动机的机车，德国国营铁路决定以114型机车覆盖。因此115型的型号名称就此消失。在1983年至1991年期间，共有65台机车在施滕达尔完成了大修改造。
部分这一型号的机车至今仍然由德铁辛克铁路在萨尔费尔德周边的支线铁路中使用。更多的机车则被售予了雷力昂的子公司，因此也可以在保加利亚及匈牙利境内见到。编号为204 366号、399号、492号、616号及626号的机车由德铁辛克铁路荷兰驻扎在泰爾訥普，并在通往薩斯凡亨特和泽尔扎特的荷兰盲肠线中担当货运任务。MEG 103号机车（原DB 204 774号）则是因为被租借至萨尔茨韦德尔蒸汽机车之友俱乐部（Dampflokfreunden Salzwedel）而获得保存。它目前存放于原维滕贝格车辆段。

### 111型（德国铁路298型）

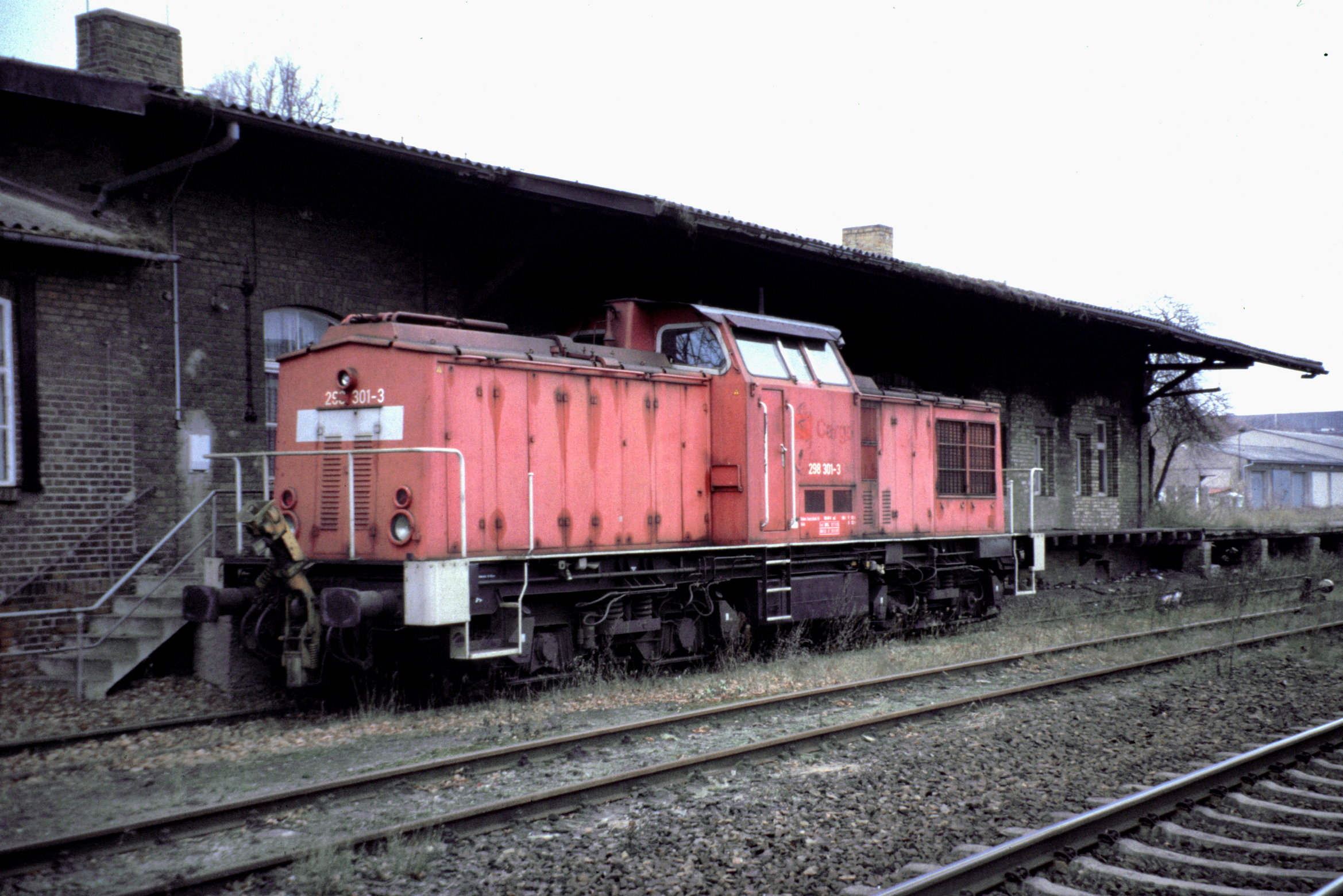
298 301号机车

一些机车是完全针对调车服务而进行了改造或新购。机车对此移除了列车供暖设备，并用混泥土配重取代了锅炉。而为了有利于提高机车的牵引力，其最高限速也通过修改传动齿轮比将80公里/小时降低为65公里/小时。这些车辆被定型为111型。

### 108型（德国铁路293型/298型）
与原始的110型机车相比，这些机车搭载有降低了功率的节油发动机，并以液力换向取代了回动齿轮机构。而根据新的规定，用作调车的机车已无需配备供暖锅炉，因此机车在这一位置加装了额外的制冷机组和预热装置。108型机车采用变更了入口的单侧操作驾驶室，因此在视觉上与原来的设计有着显著的差异。自1992年起，机车被重定型为293型。在安装了无线电遥控装置后，它们又在1990年代末被重定型为298型。
4台机车在2005年重新安装了功率为773千瓦的卡特彼勒发动机。2007年再有21台机车进行了这项改造。同时，机车也将获得一个新的主传动轴、新的冷却管线和一个带有新式消声器、经过改良的排气系统。

### 110.9型（德国铁路710型）

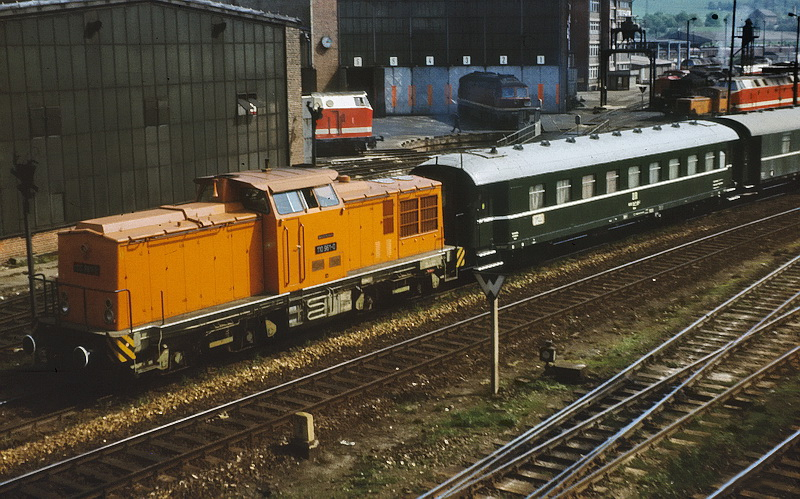
110 961号机车

德国国营铁路在1981年对编号自110 961号起的10台1,000匹马力机车进行了改造，并在机车前端设置了一个辅助驱动装置。这些机车被用来驱动挖土设备和高效除雪机设备。它们不由德国国营铁路运营，而是配属轨床工程企业。自1992年起，它们被重定型为710型并被售予私营铁路运营商，其辅助驱动装置则被移除。

### 德国铁路203型

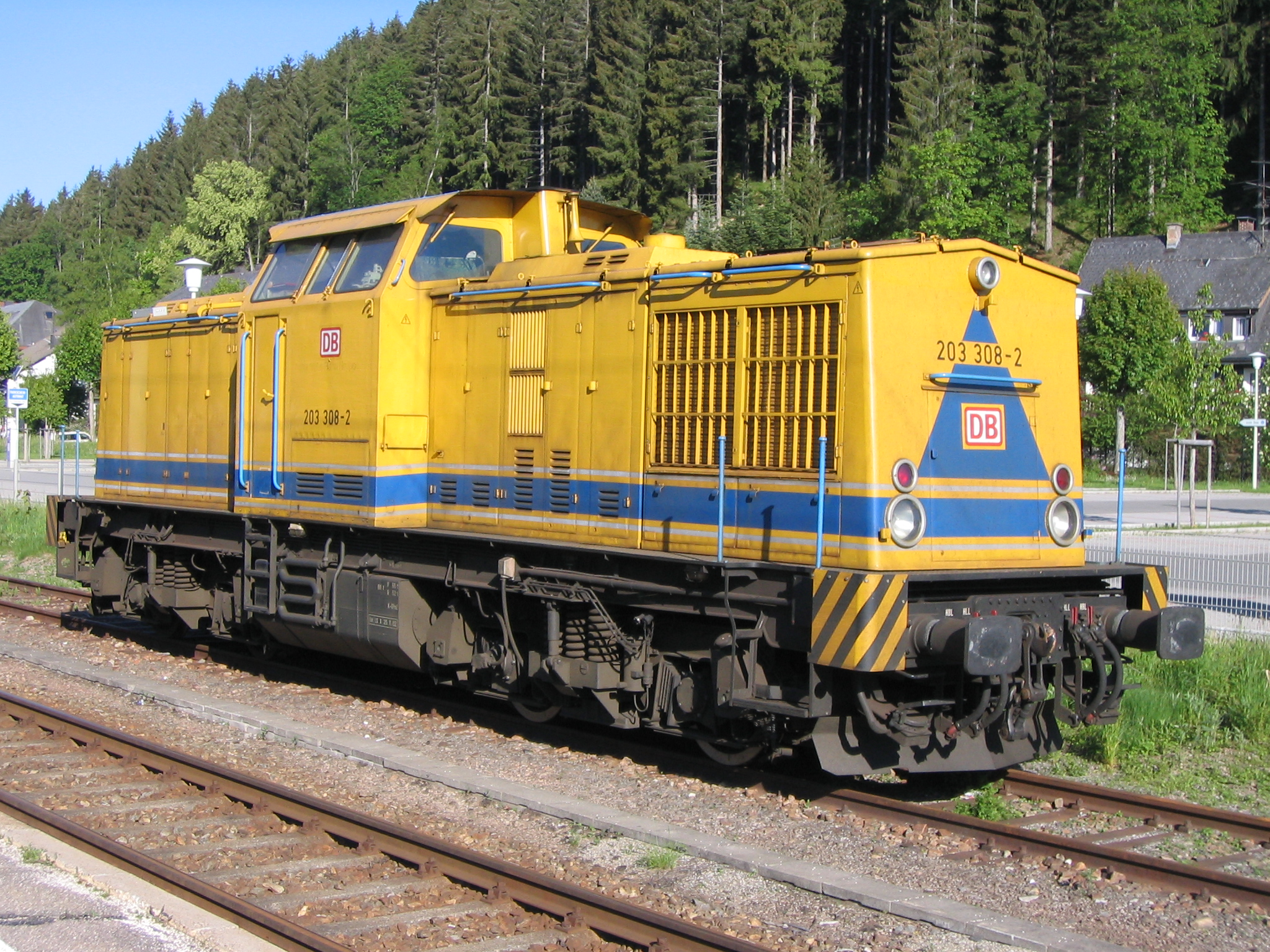
203 308号机车

这是由112型机车改造而来，并装配有最高功率达1,380千瓦（1,877匹马力）的卡特彼勒或MTU发动机。改造工作由阿尔斯通设于施滕达尔的工厂（原施滕达尔国营维修车间）完成，随后这些机车可以被出售或租赁。而根据客户需求改造的机车也将获得一些新的构造或附加设备。
在德国铁路内部除了德铁网络和负责维修保养的子公司外，德铁区域运输也在纽伦堡、雷根斯堡和维尔茨堡部署有203型机车，其中部署于雷根斯堡的机车也会担当德铁辛克铁路在雷根斯堡东部的运营任务。慕尼黑S-Bahn则使用203 002号机车作为牵引机车。此外，德国铁路已停用或出售了几乎所有的V100型系列机车。
然而在私营铁路运营商中，203型机车的队伍却在不断壮大，其中普雷斯尼茨河谷铁路建造及运营公司、中德铁路公司（MEG）和斯皮茨克股份公司拥有较多的库存量。瑞士联邦铁路货运则已向阿尔斯通机车服务公司（Alstom Lokomotiven Service）租借了其分别部署于迪林根、科隆及弗赖堡的5台203.1型机车，并重新漆以了瑞士联邦铁路货运的涂装。

### 199.8型
为了替换在哈茨山的窄轨铁路中使用的蒸汽机车，有10台序列号在800号以上的V100.2型机车也在当地运营。其型号维持不变，但由德国国营铁路改造为6轴的米轨机车轴式，并自此被定型为199.8型。德国国营铁路原计划在哈茨山部署30台同款机车，但随着民主德国政治体制的变更，经过改造的机车数量最终维持在10台。
这些被昵称为“哈茨骆驼（Harzkamel）”或“红骆驼（Rotes Kamel）”的机车在1993年被纳入新成立的哈茨山窄轨铁路，其中一些仍然在当地继续使用。在1992年的重定型计划中，它们开始使用299.1作为新的序列号（299 110号至299 119号）。3台机车在1998年由Adtranz进行了现代化改造，同时另有4台富余的机车则被出售，并重新恢复为准轨轨距。
3台经过现代化改造的机车均搭载了无线电遥控装置，并有2台额外安装了用于轧辊箱运输的准轨缓冲器，其中后者驻扎于北豪森，其余不含准轨缓冲器的机车则驻扎于韦尔尼格罗德，这3台机车至今仍在使用，并可在冬季执行轨道除雪任务。另外3台不含无线电遥控装置的机车则因需求不足而封存。
截至2010年，仍然存在的机车如下：
- 199 861：由Adtranz进行现代化改造（运营中），于韦尔尼格罗德担当调车任务
- 199 871：封存于韦尔尼格罗德
- 199 872：由Adtranz进行现代化改造（运营中），于北豪森担当轧辊箱运输任务
- 199 874：由Adtranz进行现代化改造（运营中），于北豪森担当轧辊箱运输任务
- 199 877: 封存于韦尔尼格罗德
- 199 892: 封存于韦尔尼格罗德